# Östra Sannorna
Östra Sannorna är ett naturreservat i Lidköpings kommun i Västra Götalands län.
Reservatet består av en strandremsa öster om Lidköping. Strandområdet vid Vänern är uppbyggt av ett antal långsträckta sandryggar som löper parallellt med stranden. De största värdena finns i vassarna längs stranden. Där lever bl.a. skäggmes och rördrom. En bit från stranden finns kärrområden och klibbalskog. Området som är skyddat är 104 hektar stort och avsatt 2009.

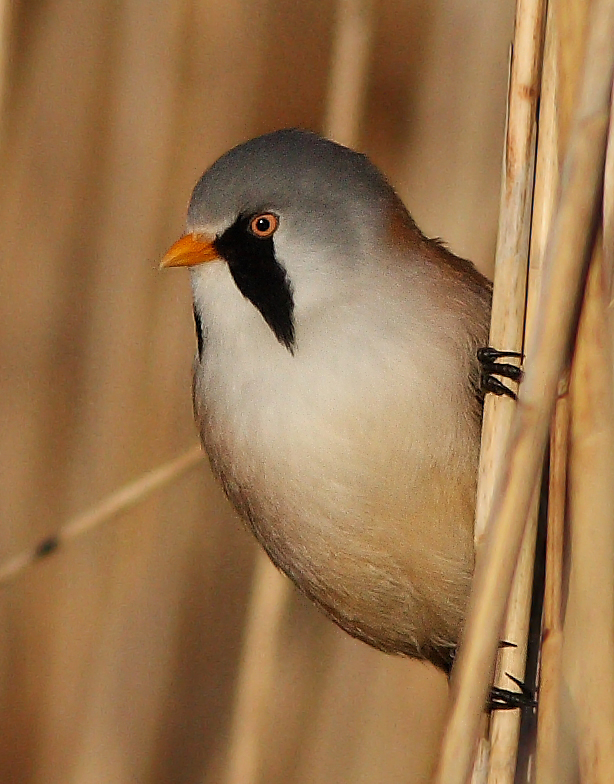
Skäggmes

Mitt i reservat har ett fågeltorn uppförts. Genom hela reservatet har anlagts en spångad och broad vandringsled.